# Француз Василь Павлович
Француз Василь Павлович (нар. 12 січня 1996, Івано-Франківськ) — український футболіст, захисник франківського «Прикарпаття».

## Життєпис
Народився в Івано-Франківську, вихованець місцевого «Прикарпаття». Дорослу футбольну кар'єру розпочав у 2013 році в клубі «Карпати» (Яремче), який виступав у чемпіонаті Івано-Франківської області. В обласному чемпіонаті також виступав за «Благо» (Івано-Франківськ) та «Придністров'я» (Тлумач).
Влітку 2016 року підписав перший професіональний контракт — з івано-франківським «Тепловиком». Дебютував за івано-франківську команду 14 серпня 2016 року в програному (0:1) виїзному матчі 4-о туру Другої ліги проти новокаховської «Енергії». Василь вийшов на поле в стартовому складі та відіграв цвесь матч. Восени 2017 року отримав серйозну травму, через що проходив тривалий курс реабілітації.